# Liste der Kreisstraßen in Rostock
Die Liste der Kreisstraßen in Rostock ist eine Auflistung der Kreisstraßen in der kreisfreien Stadt Rostock, Mecklenburg-Vorpommern.

## Abkürzungen
- K: Kreisstraße
- L: Landesstraße

## Liste
Nicht vorhandene bzw. nicht nachgewiesene Kreisstraßen werden in Kursivdruck gekennzeichnet, ebenso Straßen und Straßenabschnitte, die unabhängig vom Grund (Herabstufung zu einer Gemeindestraße oder Höherstufung) keine Kreisstraßen mehr sind.
Der Straßenverlauf wird in der Regel von Nord nach Süd und von West nach Ost angegeben.
| Nr.    | Verlauf |
| ------ | --- |
| HRO 10 | (DBR 10 im Landkreis Rostock) – Stadtgrenze – Lichtenhäger Chaussee – Ostseeallee – Warnowallee – /                                                   |
| HRO 12 | (DBR 12 im Landkreis Rostock) – Stadtgrenze – Tannenweg – L 10                                                                                        |
| HRO 43 | – Karl-F.-Kerner-Straße – Werftallee – Am Passagierkai – Fähre Warnemünde–Hohe Düne – Hohe Düne – Warnemünder Straße – Markgrafenheider Straße – L 22 |